# Reginaldo Migliorança

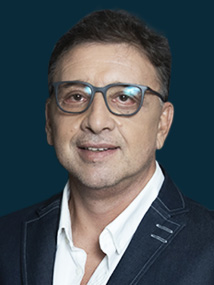
Reginaldo Migliorança

Reginaldo Migliorança, född 1962, är en tandläkare från Campinas, São Paulo, Brasilien.
Migliorança var den som introducerade den extra sinusala tekniken (eller extramaxillär kirurgisk teknik eller exterioriserad zygomatisk implantatteknik) för placering av zygomatiska implantat i överkäken, som ett alternativ till den intra sinusala tekniken, beskriven av Per Ingvar Brånemark 1998. Tekniken beskrevs av Migliorança i en publikation i januari 2006, och en uppföljning av 75 patienter som behandlades med tekniken mellan 2003 och 2006 publicerades 2007.
Miglioranças ursprungliga teknik från 2003 implementerades senare av andra kirurger i många andra länder, såsom Polen, Italien, Spanien, Israel, Kina, Indien, Portugal och USA.